# Ricard Rubio i Vives
Ricard Rubio i Vives, més conegut com a «Ricky», (el Masnou, Maresme, 21 d'octubre de 1990) és un jugador de bàsquet català. Des de juliol de 2021 fins al gener del 2023 formà part de la plantilla dels Cleveland Cavaliers de l'NBA. El 2008 fou guardonat amb el premi Mr. Europa.
El seu debut oficial a l'NBA com a jugador professional de la màxima categoria de bàsquet del món va ser al 2011 quan va ser escollit al draft pels Minnesota Timberwolves.
Actualment juga al Joventut de Badalona.

## Trajectòria
Ricky va establir un rècord en el bàsquet ACB jugant un partit amb 14 anys, 11 mesos i 24 dies, sent el jugador més jove a disputar un partit. Va debutar en un partit del DKV Joventut contra el CB Granada el 15 d'octubre de 2005. Rubio va jugar cinc minuts i cinc segons a Granada, encistellant dos punts, donant una assistència i aconseguint dues recuperacions. El seu equip es va imposar per 72-82.

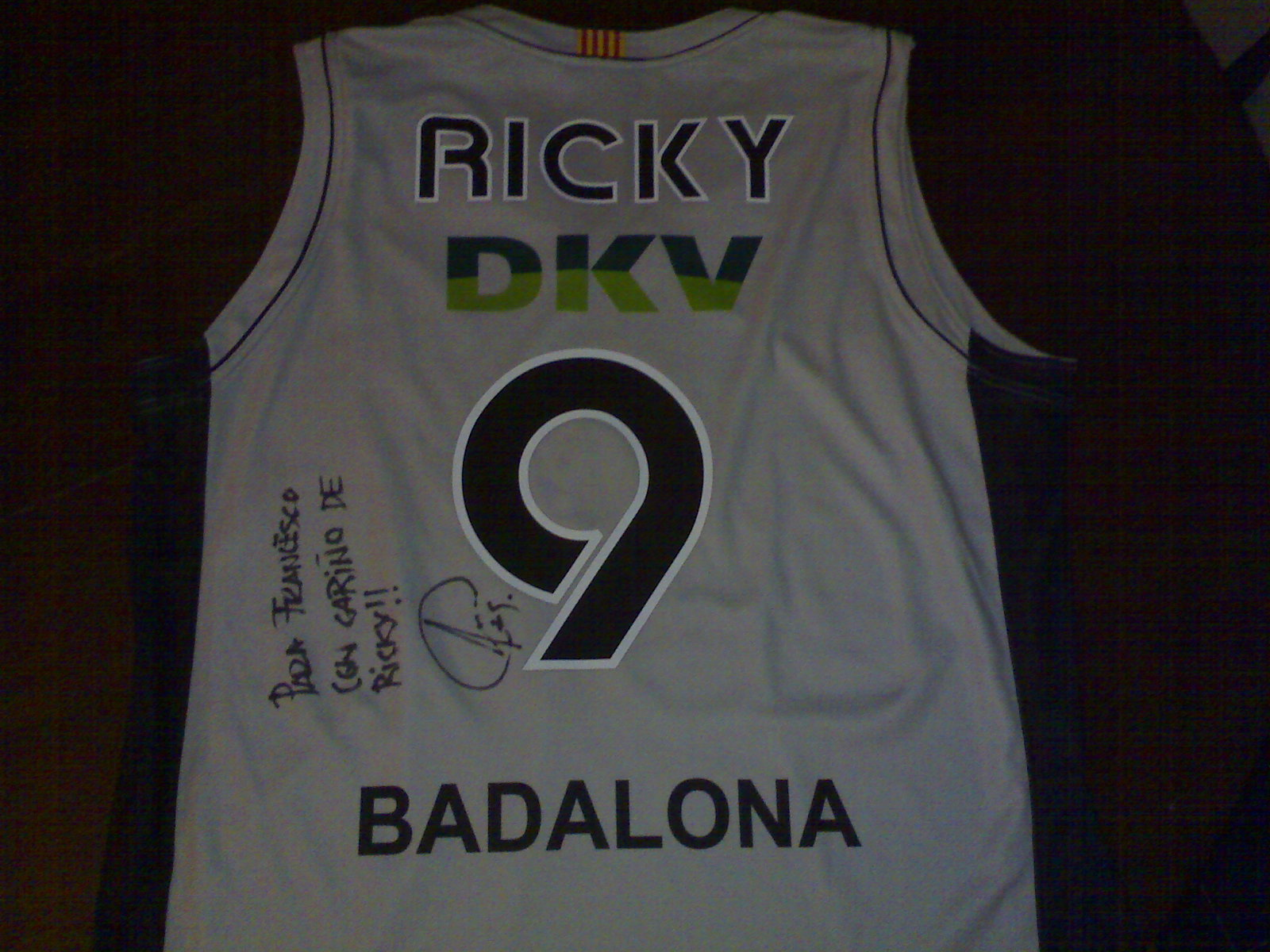
Samarreta signada per Ricky Rubio (2009)

La seva progressió professional ha estat molt ràpida, car en la temporada 2003-2004, Ricky era encara jugador de l'equip infantil del planter verd-i-negre, passant així en poc més d'un any a jugar amb els professionals.
Té un germà dos anys més gran, Marc Rubio, que també és jugador del planter del DKV Joventut i de la selecció espanyola.
El 4 de novembre de 2008, Ricard Rubio fou nominat al prestigiós premi 'NEXT' de l'ESPN, on es premia el millor esportista de futur. Entre els guanyadors d'aquest premi es troben Kobe Bryant o Vince Carter, ambdós jugadors de l'NBA.
El 26 de juny de 2009, va ser seleccionat en cinquè lloc al Draft de l'NBA per Minnesota Timberwolves.
Tot i això, aquell estiu es va produir una disjuntiva entre Rubio i el Club Joventut de Badalona sobre la clàusula de rescissió del jugador. Ricky havia signat amb el club de Badalona una clàusula de rescissió del contracte propera als 6 milions d'euros i, tot i ser seleccionat al Draft de l'NBA, Ricky continuava tenint contracte al club verd-i-negre, el qual es negà a rescindir el contracte voluntàriament ni a abaixar la clàusula. Aleshores Ricky va demandar judicialment al club que l'havia format com a jugador i aquest va haver d'abaixar simbòlicament la clàusula fins als 5 milions d'euros. Amb aquesta quantitat Ricky encara no podia donar el salt a l'NBA, ja que els Minnesota Timberwolves no estaven disposats a pagar aquesta suma de diners. La Secció de bàsquet del Futbol Club Barcelona, però, estava disposada a pagar els 5 milions pel jove base català, que va passar a formar part de l'històric rival del seu club de formació, allargant el seu període a l'ACB per continuar creixent abans de fer el salt a l'NBA.

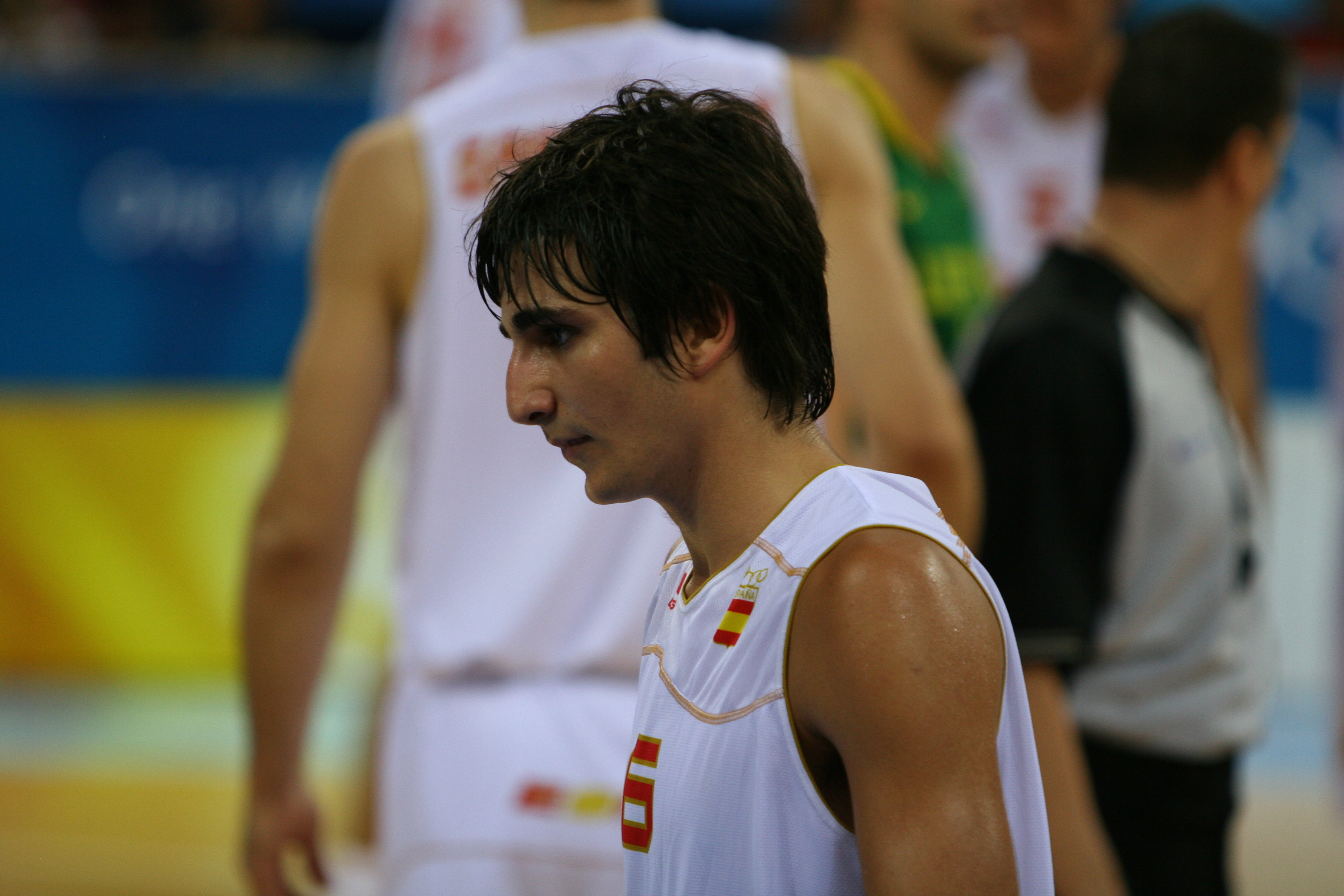
Ricky Rubio jugant la final de bàsquet de les Olimpíades de Pequín

Aquell fet va crear un autèntic rebombori mediàtic entorn els dos clubs i el base, que encengueren encara més la rivalitat entre els dos equips. En el seu primer torneig com a barcelonista, la Lliga Catalana d'aquell mateix any, Ricky ajudà al seu equip a endur-se la victòria i, a més, aconseguí el trofeu de jugador més valuós de la final, jugada justament contra el Club Joventut de Badalona, el seu exequip. Després de dues temporades com a blaugrana va fer el salt a l'NBA i va debutar amb els Timberwolves.
El juliol de 2014 va ser inclòs pel seleccionador estatal Juan Antonio Orenga a la llista dels dotze jugadors que disputarien amb la selecció espanyola de bàsquet el Campionat del món de 2014.
El juliol de 2017 va ser traspassat als Utah Jazz a canvi d'una elecció en el Draft de l'NBA de 2018, i a l'estiu de 2019, com a agent lliure, va signar un contracte amb els Phoenix Suns per 3 temporades i 51 milions de dolars en total. L'estiu del 2020 després d'un moviment a tres bandes amb Oklahoma City Thunder, Ricky retorna a Minnesota Timberwolves per una temporada ja que hores abans del Draft de l'NBA del 2021, Minnesota Timberwolves traspassa al base català als Cleveland Cavaliers a canvi de Taureen Prince, una segona ronda del 2022 i diners.
El 5 d'agost de 2023 Rubio va anunciar una aturada temporal en la seva carrera com a professional per tenir cura de la seva salut mental. Això va implicar que no participés al Campionat del Món que s'havia de disputar entre el 25 d'agost i 10 de setembre. No va aclarir com quedava la seva relació amb els Cleveland Cavaliers.
A febrer de 2024 el jugador estava en procés de recuperació i entrenant amb el Futbol Club Barcelona. Malgrat això, no estava previst que jugués la Copa del Rei 2024 amb l'equip.

### Lesions importants
- La temporada 2011/2012 en una jugada defensiva contra Kobe Bryant va patir una lesió de LCA (lligament encreuat anterior)

### Equips
- 1997-2002: El Masnou Basquetbol (Mini-Preinfantil)
- 2002-2004: DKV Joventut (Infantil A)
- 2004-2005: DKV Joventut (Cadet A)
- 2005-2006: DKV Joventut (Cadet A i Júnior A)
- 2006-2009: DKV Joventut
- 2009-2011: Regal Barça
- 2011-2017: Minnesota Timberwolves
- 2017- 2019: Utah Jazz
- 2019- 2020: Phoenix Suns
- 2020-2021: Minnesota Timberwolves
- 2021-2022: Cleveland Cavaliers (Indiana Pacers sense jugar)

## Palmarès

### Títols de selecció
- Campió de la copa d'Europa de bàsquet sub-16 (cadet) d'Espanya 2006 jugada en Linares, (Jaén) després de guanyar Rússia per 106 a 110.

Ricky va ser triat l'MVP del torneig doncs va ser el màxim encistellador de l'Europeu (22,3 punts), màxim rebotador (12,8), màxim assistent (7,1), màxim recuperador (6,5), màxim encistellador en un partit (51 a la final), màxim rebotador en un únic partit (24 a la final), major nombre d'assistències en un partit(13) i major nombre de pilotes robades en un partit (11). Sumant amb tot ells dos "triples-dobles" i un "quàdruple-doble" en vuit partits. En aquesta final va forçar una pròrroga amb un triple.

### Títols de club
- Amb el DKV Joventut de Badalona:
  - FIBA EuroCup: 2006
  - Lliga Catalana de Bàsquet: 2005, 2007, 2008
  - Copa del Rei de bàsquet: 2008
  - Copa ULEB:2008
- Amb el FC Barcelona:
  - Lliga Catalana de Bàsquet: 2009, 2010
  - Supercopa espanyola de bàsquet: 2009, 2010
  - Copa del Rei de bàsquet: 2010, 2011
  - Eurolliga de bàsquet: 2010
  - Lliga ACB: 2010-11